# Колоннадный мост (Пьештяны)
Колоннадный мост (словац. Kolonádový most, словац. Sklený most) — пешеходный железобетонный крытый мост через реку Ваг в городе Пьештяны, Словакия. Национальный культурный памятник. Архитектор Эмиль Беллуш. Мост считается апогеем архитектурного функционализма в Словакии. Также является самым длинным крытым мостом на территории Словакии.

## История
Идея появления моста принадлежит создателю Пьештянского курорта Людовиту Винтеру, который предложил построить мост с узкой дорожкой, крытыми тротуарами и магазинчиками, доступными для посещения даже в ненастную погоду. Нижняя часть моста была спроектирована швейцарским инженером Шварцем, верхняя надстройка — Эмилем Беллушем. Проблемы возникли с проектом верхней части моста: первый проект предполагал появление двух тоннелей по бокам и проезжей части по центру моста. Винтер эту идею отклонил, так как в туннелях, по его мнению, мог возникнуть сквозняк. По рекомендации инженера Винтер обратился к молодому тридцатилетнему словацкому архитектору Эмилю Беллушу, который, основываясь на замечаниях Винтера, смог решить проблему надстройки. Расчёты конструкции выполнил профессор Гребеник. Художественное оформление стёкол выполнил Мартин Бенка. Строительство осуществила фирма Питтель и Браузеветтер / Рittel и Brausewetter / в 1930—1933 годах. Стоимость строительства моста превысила сумму 3,10 млн. чехословацких крон.
Название колоннадный в высшей степени отображает общественную функцию моста, места встреч и отдыха, места прогулок для пациентов — «инфантеристов», как называл их Беллуш, а также для гостей Курортного острова. В принципе, данное техническое сооружение — безбарьерный пешеходный мост с его специфическими функциями — это гуманный эстетический проект, способствующий более быстрому оздоровлению пациентов, основанному на возможности социального общения и медитации на лоне красивой природы.

## Конструкторское решение
Мост, построенный из железобетона в 1930-1933 годы, заменил старый деревянный мост, соединявший город Пьештяны с Курортным островом. Несущая конструкция моста с семью полями 3х20 + 28 + 3х20 м общей протяженностью 148 м образована трёхпольными сплошными балками с опорами, выложенными в центр поля, и промежуточным 20-метровым полем. В среднем 28-метровом поле находится габарит высотой 5,5 м для возможности прохода судов. Предназначенная для пешеходов крытая часть дороги отделена от транспортной зоны застеклённой стеной с несколькими встроенными киосками по концам моста. Два столба среднего поля были заложены на колодцах, четыре внутренних столба — на ростверке железобетонных свай, береговые опоры плоские. Архитектурная композиция моста создана по проекту Эмиля Беллуша, который на разделительной колоннадной застеклённой стене использовал художественное оформление с народными мотивами, предложенное Мартином Бенкой. В апреле 1945 года немецкая армия разрушила значительную часть моста. Были полностью снесены средние поля и оба столба-опоры, заложенные на колодцах. Серьёзно пострадала вся надстройка с навесом и застеклённая разделительная стена. Мост был восстановлен по первоначальному проекту и на сегодняшний день имеет только функцию колоннадной пешеходной курортной зоны. Но поскольку основная идея Э. Беллуша осталась соблюдена, за ним признаётся авторство по отношению ко всей конструкции моста/

## Художественная составляющая

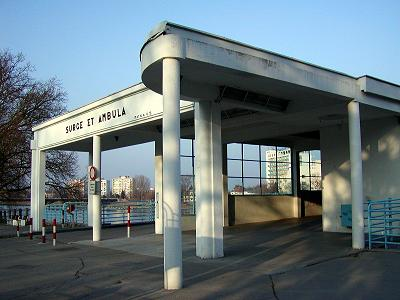
Восточный фасад.

Колоннадный мост появился по заказу тогдашнего владельца курорта Пьештяны Винтера. Беллуш спроектировал нетиповой мост через реку Ваг на Курортный остров как место гуляний для гостей курортного города. У входа на мост стоит знаменитая статуя пациента, ломающего костыль, скульптора Роберта Кюмайера. Академический художник Мартин Бенка создал два проекта со словацкими народными мотивами выгравированными на стекле, чтобы не ограничивать обзор пешеходной зоны моста и вид на набережные. Чистота функциолистической концепции компенсирована склонностью Беллуша к традиционализму.

## Градостроительное решение
Интересной особенностью моста, среди прочего, является и его расположение. Логика Беллуша основана не на потребностях города Пьештяны (вероятно, классические градостроители предложили бы сделать мост продолжением улицы Винтера — нынешней пешеходной зоны), а на потребностях находящегося за рекой Ваг курортного острова, так как в конструкции моста прослеживается композиционная ось курортной зоны и основных курортных объектов. Со стороны острова мост выходит к началу курортного парка. Основная роль моста — соответствовать нуждам гостей острова, что и от нашло отражение в его архитектуре (первоначально по мосту должно было осуществляться автомобильное движение, однако сейчас по нему ходит только экскурсионный вагончик).

## Гравюры на стёклах
В год окончания строительства на окнах моста были выполнены гравюры «Песни Детвы» и «В шалаше». Проект гравюр разработал академический художник Мартин Бенка, гравировка произведена в пражской гравюрной художественной школе. Гравюры, рискуя собственной жизнью, спас от уничтожения в 1945 году технический управляющий курорта Пьештяны Филип Ганиц. Повторно они были установлены во время реконструкции моста в 1956 году. Сегодня из-за угрозы вандализма на мосту установлены их копии.

## Статуя пациента, ломающего костыль

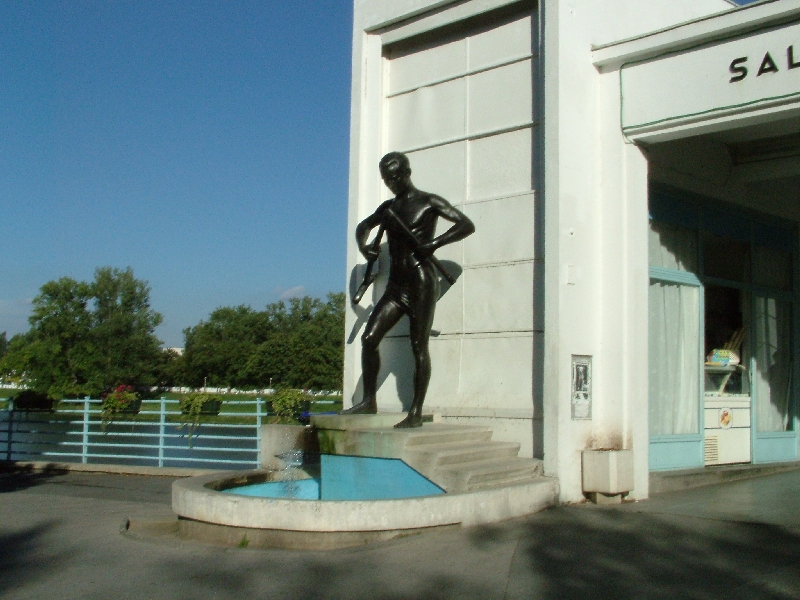
Пациент, ломающий костыль.

В 1933 году, по предложению знаменитого словацкого скульптора Роберта Кюмайера, на мосту установлена статуя пациента, ломающего костыль. Статуя отлита из бронзы фирмой «Бартак Прага».

## Надписи
Надписи на фасадах моста предложил выполнить архивист Управления по делам регионов в Братиславе, историк Даниэль Рапант. Со стороны города надпись на латинском языке гласит: SALUBERRIMAE PISTINIENSIS THERMAE (самый оздоровляющий Пиештянский курорт), это название написанной в 1642 году на латинском языке поэмы Адама Траяна. Со стороны острова имеется надпись SURGE ET AMBULA (встань и иди), взятая из Евангелия от Матфея (Мф.9, стих 6), где говорится, как Иисус исцеляет парализованного. Поэма восхваляет целебную силу Пиештянского курорта.

## Разрушение моста
2 апреля 1945 года, около 7 часов утра, мост был разрушен отступающими немецкими войсками. Отремонтирован 11 лет спустя, в 1956 году, о чём свидетельствует табличка на словацком, английском и русском языках, расположенная на стене моста недалеко от скульптуры пациента, ломающего костыль.

## Пешие прогулки
Мост является отправной точкой жёлтого туристического маркированного маршрута № 8123, синих маршрутов № 2417 и 2442 и зелёного маршрута № 5135.